# ミスティックレッド
ミスティックレッド（Mystic red）とは、インターナショナルオレンジやセーフティーオレンジに近い色で純色の一種。

## 近似色
- インターナショナルオレンジ
- セーフティーオレンジ